# Alstom Metropolis
Metropolis ist der Markenname für eine Fahrzeugplattform von U-Bahn-Fahrzeugen des französischen Schienenfahrzeugherstellers Alstom. Es werden verschiedene Konfigurationen mit einer Länge zwischen zwei und zehn Wagen für den fahrergesteuerten und den fahrerlosen Betrieb angeboten.
Es wurden bis jetzt mehr als 4000 Wagen gebaut, die weltweit in 50 Betrieben eingesetzt werden. Zu den Städten, in denen Metropolis eingesetzt werden, zählen Singapur, Shanghai, Budapest, Warschau, Nanjing, Buenos Aires, São Paulo, Lima, Santiago de Chile, Barcelona, Guadalajara, Istanbul, Santo Domingo, Chennai, Kochi, Dubai, Lucknow, Sydney, Amsterdam und Xiamen.

## Eigenschaften
Die Plattform ist auf Verlässlichkeit und Flexibilität ausgelegt. Die Fahrzeuge können in unterschiedlichen Längen und Breiten bestellt werden, wobei die Länge normalerweise zwischen zwei und sechs Wagen beträgt. Die Fahrzeuge sind für Höchstgeschwindigkeiten bis zu 120 km/h ausgelegt. Das Antriebssystem beinhaltet entweder ONIX (ONduleur à Intégration eXceptionnelle) oder OPTONIX-Frequenzumrichter mit IGBT-Transistoren, welche asynchrone Dreiphasenwechselstrommotoren antreiben, während als Bremsen Rekuperationsbremsen verwendet werden.
Die Fahrzeuge können auch als fahrerlose Fahrzeuge ausgeliefert werden. Alstom bietet die Metropolis auch als Teil von schlüsselfertigen Systemen an, die neben den Fahrzeugen auch das Signalsystem, den Streckenbau und ergänzende Dienstleistungen beinhalten. Beispiele für solche Beschaffungen sind die Sydney Metro und die Metro Budapest.
Die Wagenkästen werden entweder aus Aluminium oder rostfreiem Stahl gefertigt, wobei Breiten zwischen 2,3 Metern und 3,2 Metern sowie Längen zwischen 13 und 25 Metern möglich sind. Die Fahrzeuge können entweder mit konventionellen Stahlrädern oder mit Gummireifen ausgestattet werden. Die Fahrzeuge verfügen über ein Ethernet, das mit Sicherheitseinrichtungen und Fahrgastinformationssystemen verbunden ist, die in integrierte Module gebündelt sind. Für Instandhaltungen sind die Fahrzeuge mit dem TrainTracer-Diagnosesystem ausgestattet, das wichtige Komponenten überwacht und den Status an Depots und Leitstellen übermitteln kann.
Die Innenausstattung orientiert sich an den Wünschen des Kunden. Zusätzliche Optionen sind Überwachungskameras, breitere Sitze, zusätzliche Haltegriffe, größere Türbereiche, Rollstuhlplätze sowie Bildschirme zur Fahrgastinformation. Die Türbreite und die Gangbreite können individuell konfiguriert werden, wobei normalerweise eine modulare Sitzanordnung verwendet wird. Die Glasscheiben sind vom Typ Climavit des französischen Herstellers Sekurit Saint-Gobain, die unter anderem den Lärmpegel im Inneren des Zuges um 5 Dezibel verringern sollen.

## Bestellungen
Die ersten gummibereiften Züge wurden 1993 für die U-Bahn Paris und die ersten Züge mit Stahlrädern wurden 1998 für die U-Bahn Warschau gebaut.
Im Juli 2006 wurde ein erster Vertrag über die Lieferung von 19 Zügen für die erste Linie der U-Bahn Santo Domingo vereinbart, die baugleich zu der bereits eingesetzten Baureihe 9000 der Metro Barcelona sind. Im Januar 2011 wurden zusätzliche 15 Züge für die Linie 2 bestellt. Der erste Zug für die Linie 2 wurde im März 2012 ausgeliefert.
Die GVB Amsterdam bestellten im Februar 2010 23 sechsteilige Züge der Baureihe M5 mit einem Gesamtwert von 200 Mio. Euro für die U-Bahn Amsterdam. Drei Jahre später wurden fünf weitere Züge mit einem Gesamtwert von 42 Mio. Euro bestellt. Die Züge, die über eine Kapazität von 1000 Fahrgästen verfügen, haben die von LHB hergestellten Baureihen M1, M2 und M3 abgelöst und ermöglichen die Erhöhung der Beförderungskapazitäten.
Im März 2012 bestellte die Singapurer Behörde für Landverkehr 34 Züge mit einem Wert von 303 Mio. US-Dollar, wovon 18 für die North East Line und 16 für die Circle Line vorgesehen sind. Der Vertrag beinhaltet auch die Modernisierung der Signalsysteme beider Strecken.
Es wurden zunächst 15 Fahrzeuge für die U-Bahn Budapest bestellt. Insgesamt sind 170 Wagen vorhanden, die sich in den fünfteiligen Typ AM5-M2, der eine fahrergesteuerte Baureihe für die M2 ist, und den vierteiligen Typ AM4-M4, der eine fahrerlose Variante für die M4 ist, aufteilen. Die Baureihe AM4-M4 wird seit März 2014 eingesetzt.
2010 wurden 42 Züge mit einem Gesamtwert von 243 Mio. Euro für die Phase I der Metro Chennai bestellt. Während die ersten neun Züge in Brasilien gefertigt wurden, wurden die restlichen Fahrzeuge im Werk in Sri City, Tada, das 75 Kilometer von Chennai entfernt ist, gefertigt. Die Züge verfügen über Klimaanlagen, elektrisch angetriebene Schiebetüren und über Rekuperationsbremsen, werden über eine Oberleitung mit 25 Kilovolt Wechselstrom angetrieben und erreichen eine Höchstgeschwindigkeit von 120 km/h. Die ersten Fahrzeuge wurden im Juli 2014 ausgeliefert; sie sind die ersten Fahrzeuge, die im Werk in Sri City gefertigt wurden.
Im September 2014 erhielt Alstom den Auftrag für die Ausstattung des ersten Abschnitts der U-Bahn Sydney. Der Auftrag beinhaltet die Lieferung von 22 sechsteiligen Zügen und der CBTC-Ausrüstung für den fahrerlosen Betrieb.
Im November 2020 wurden 13 sechsteilige Züge des Typs BM4 mit einem Wert von 100 Mio. Euro für die Linie M5 der U-Bahn Bukarest bestellt, wobei eine Option für 17 weitere Züge mit einem Gesamtwert von 140 Mio. Euro besteht. Die Fahrzeuge werden mit dem URBALIS 400 CBTC zur Ermöglichung des halbautomatischen Betriebs ausgestattet.

## Galerie

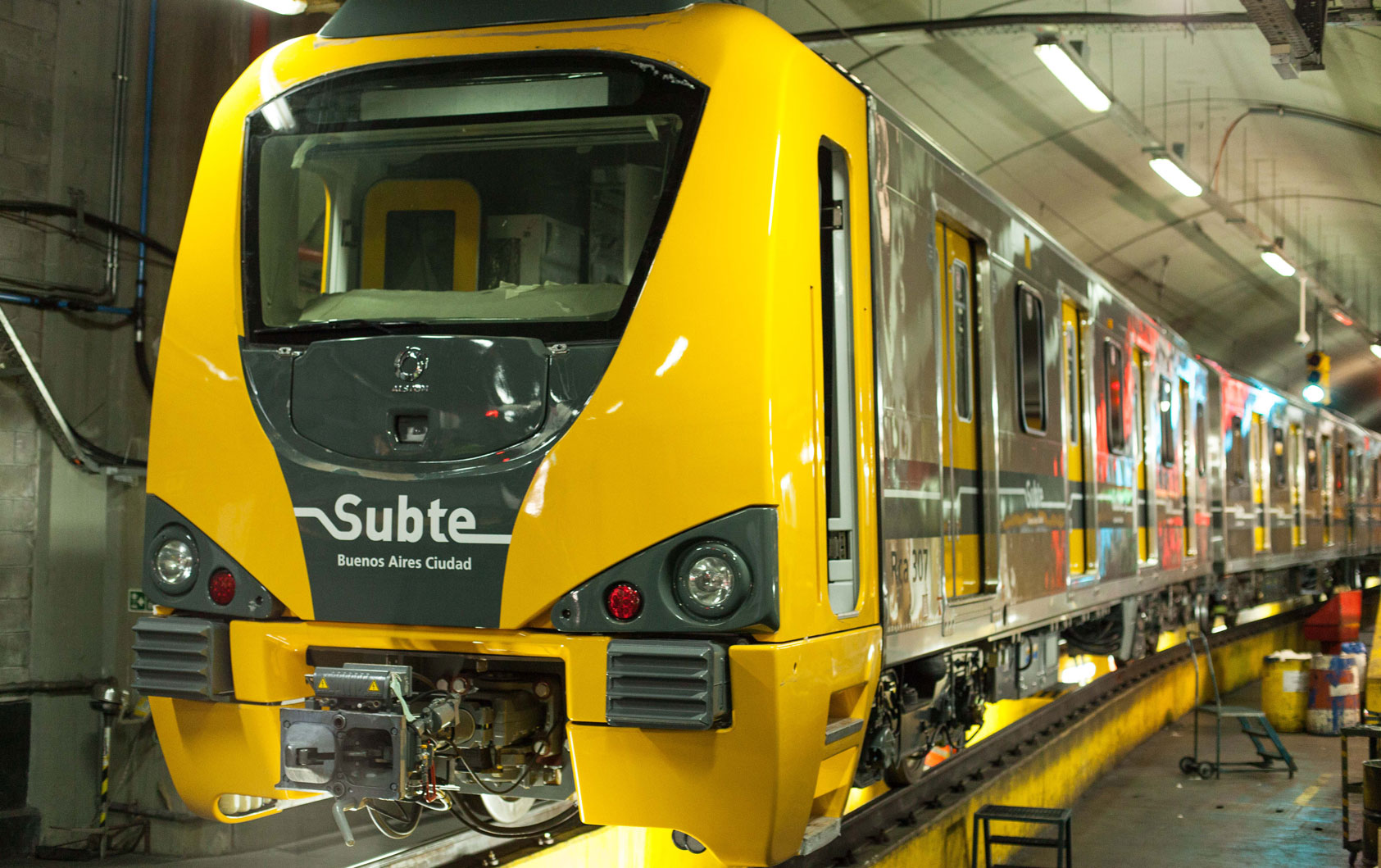
Baureihe 300 der U-Bahn Buenos Aires, Argentinien
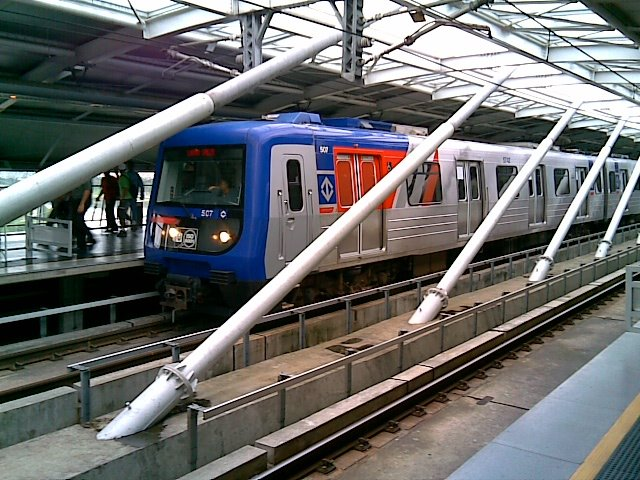
Zug für die Linie 5 in São Paulo, Brasilien
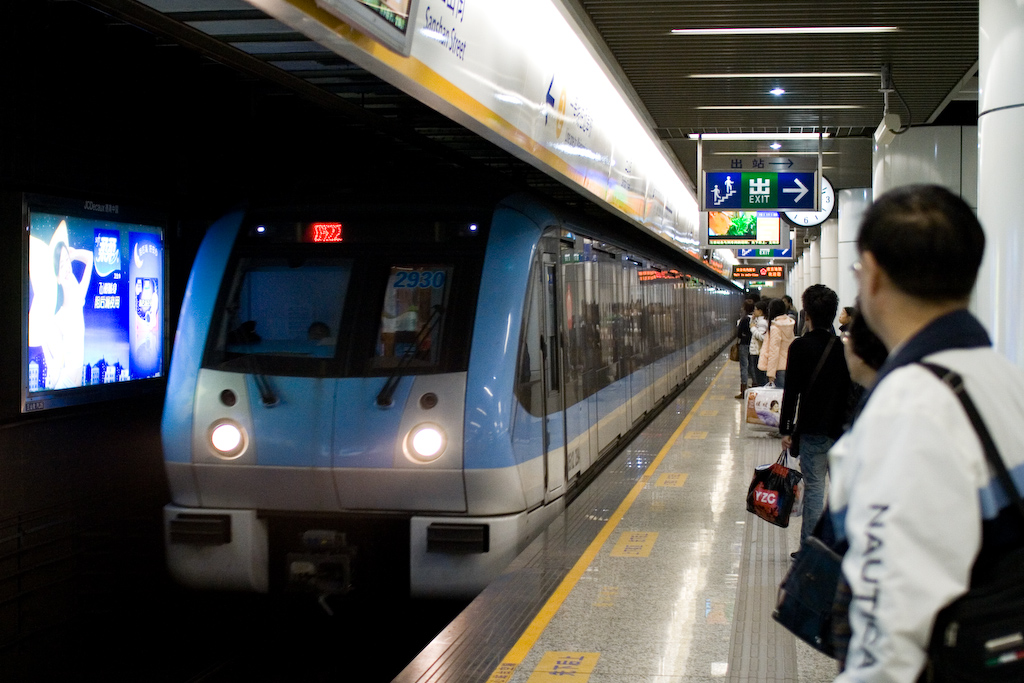
Nanjing, China
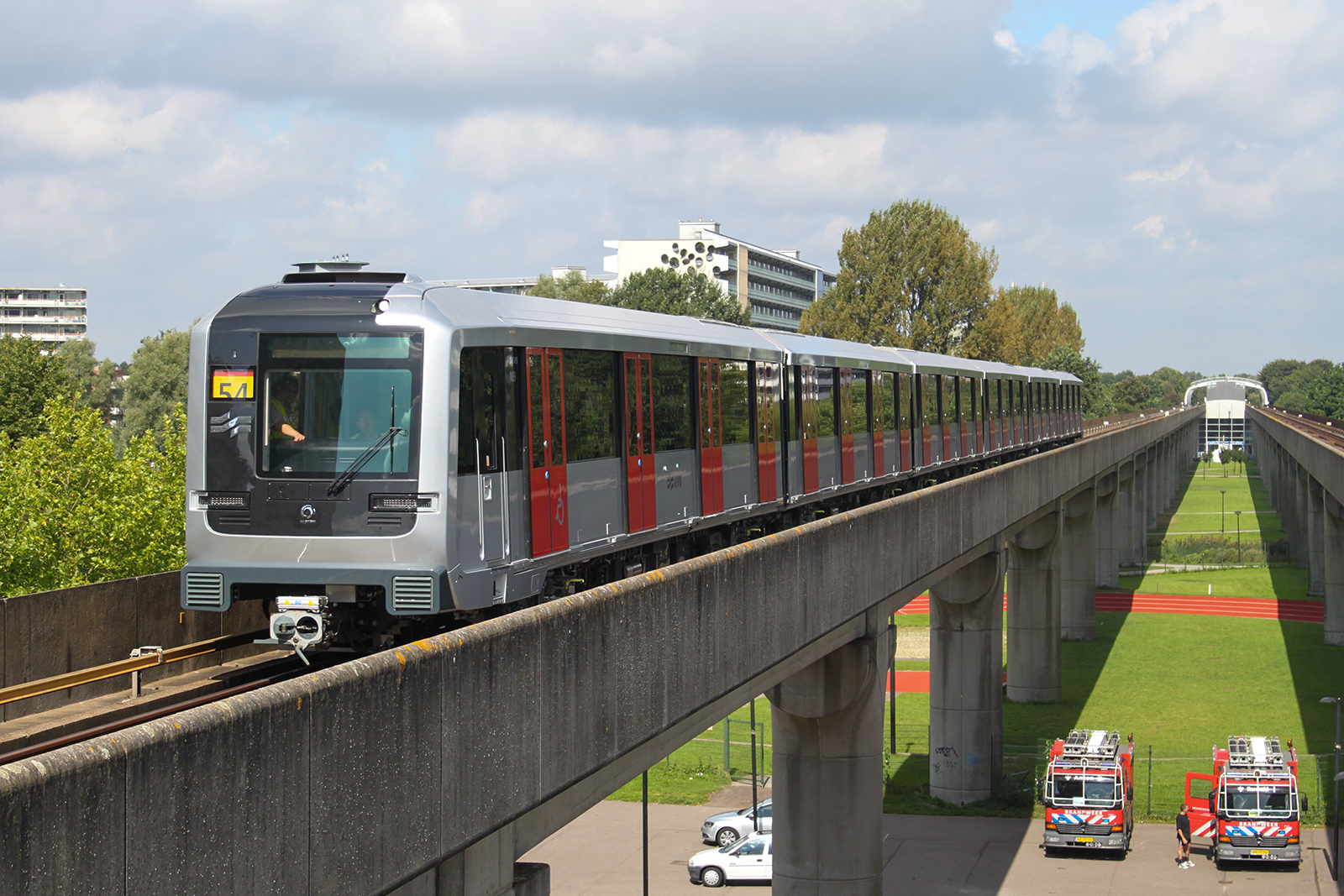
Baureihe M5 der U-Bahn Amsterdam, Niederlande
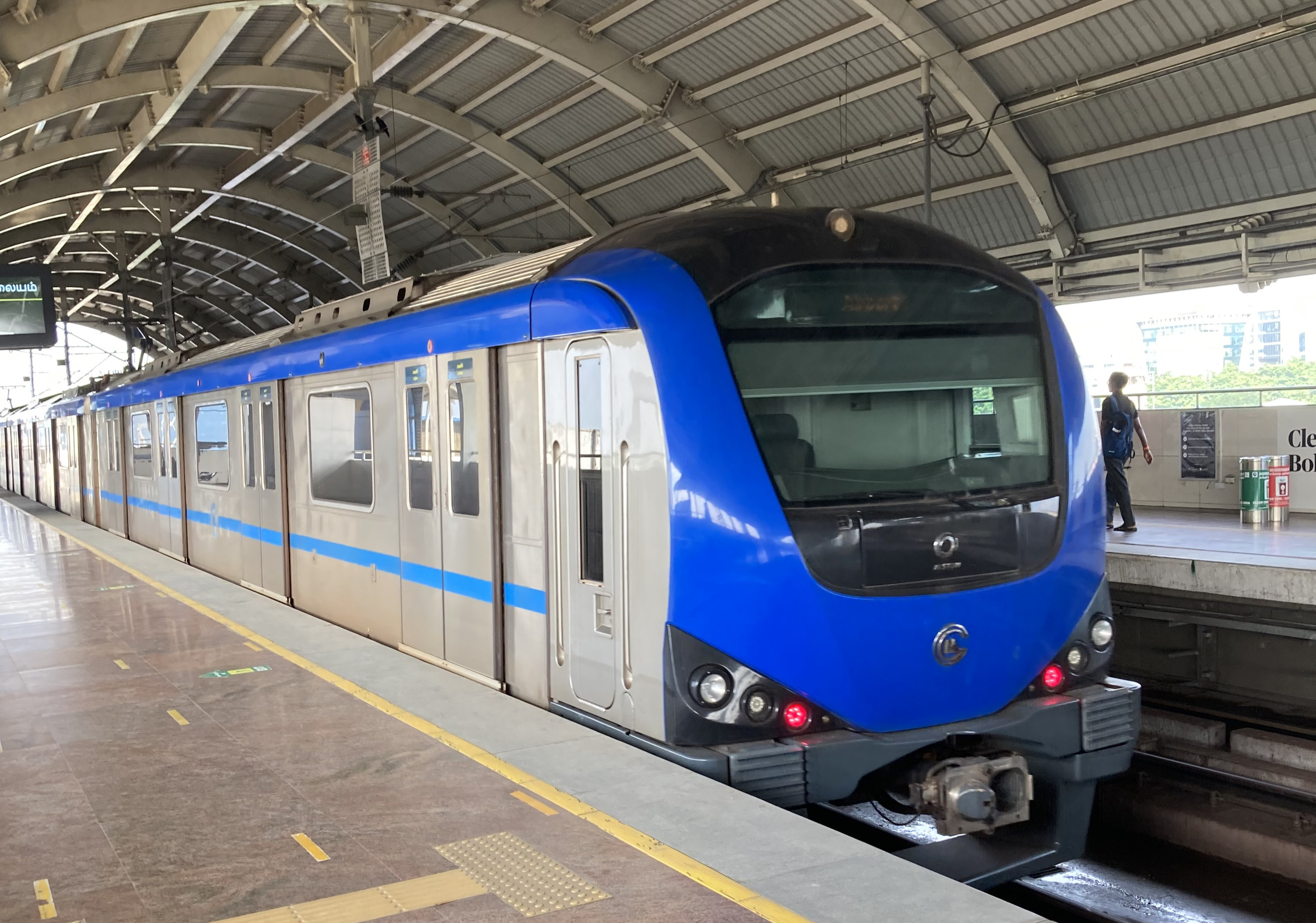
Chennai, Indien
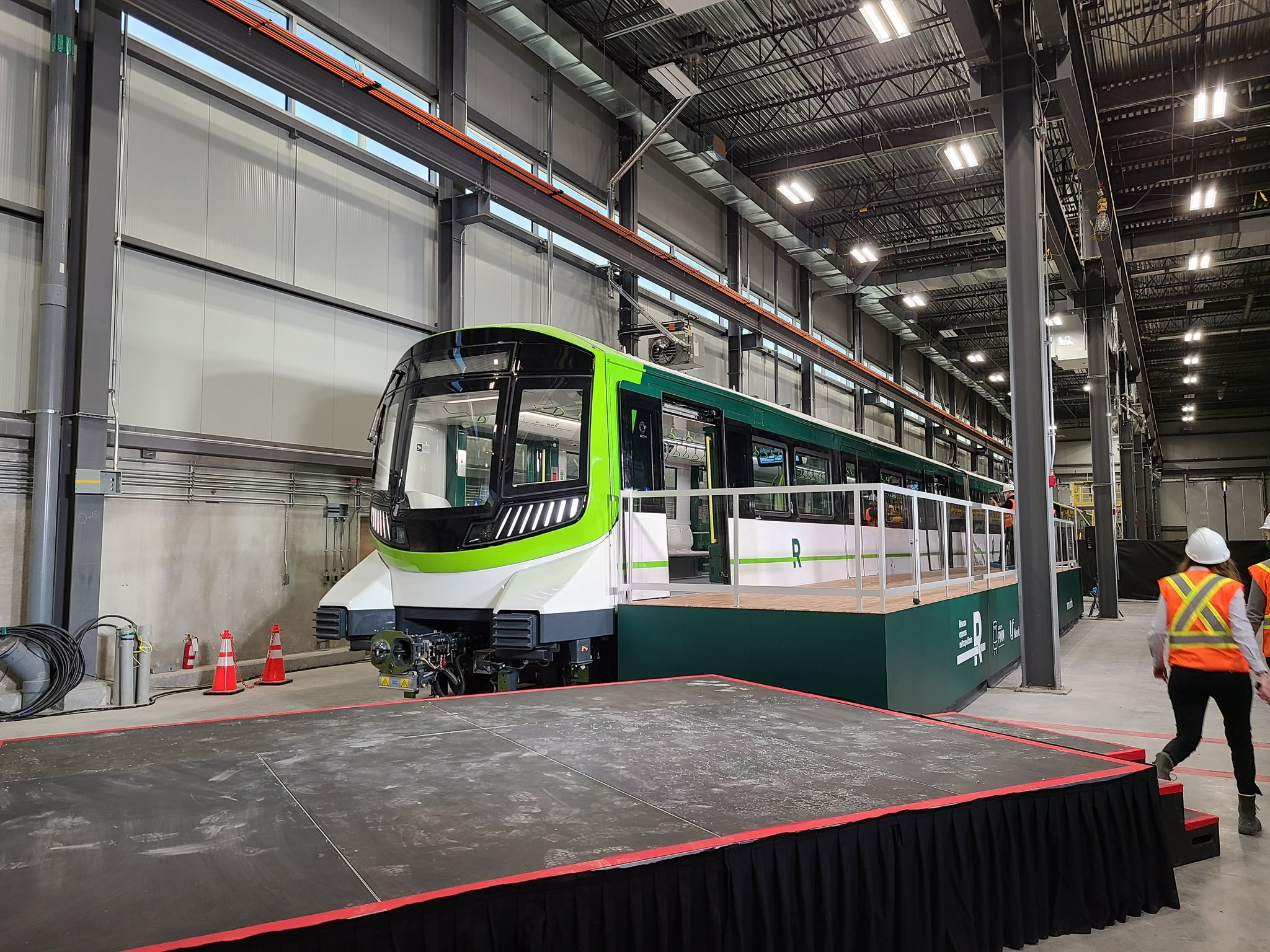
Montreal, Kanada
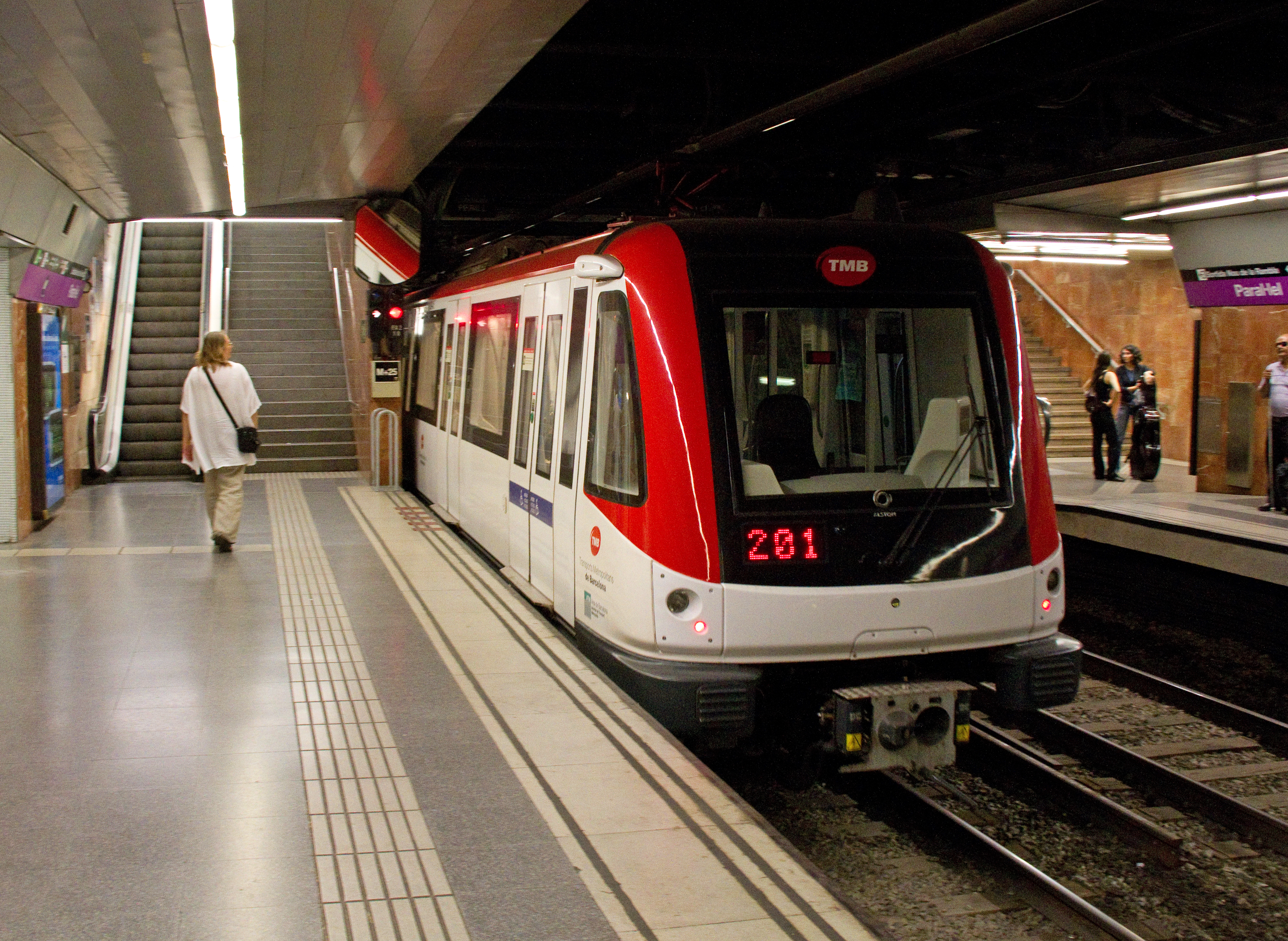
Baureihe 9000 der U-Bahn Barcelona, Spanien (baugleiche Fahrzeuge werden auch in Santo Domingo, Lima und Panama-Stadt verwendet)
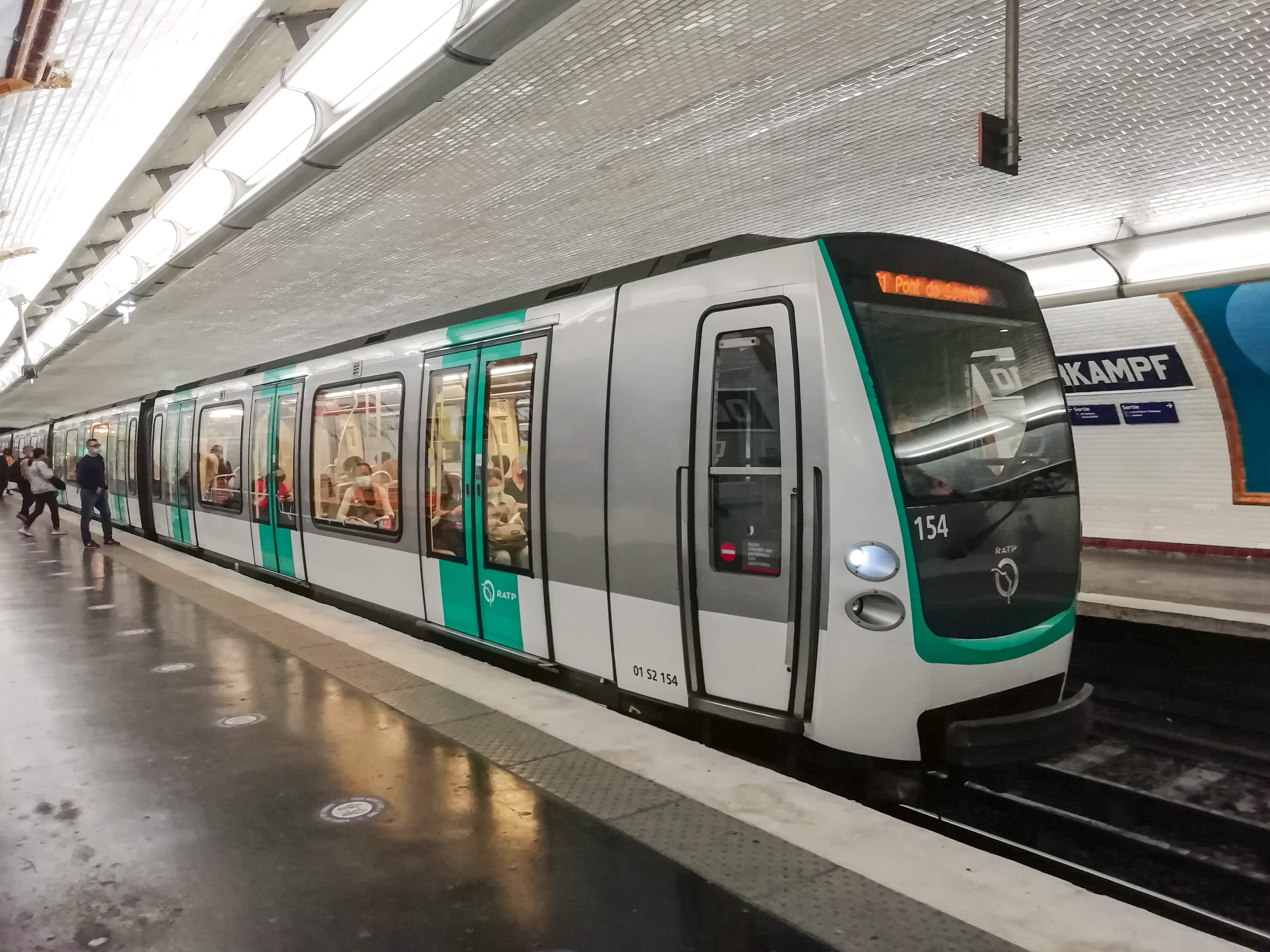
MF 01 der Metro Paris, Frankreich
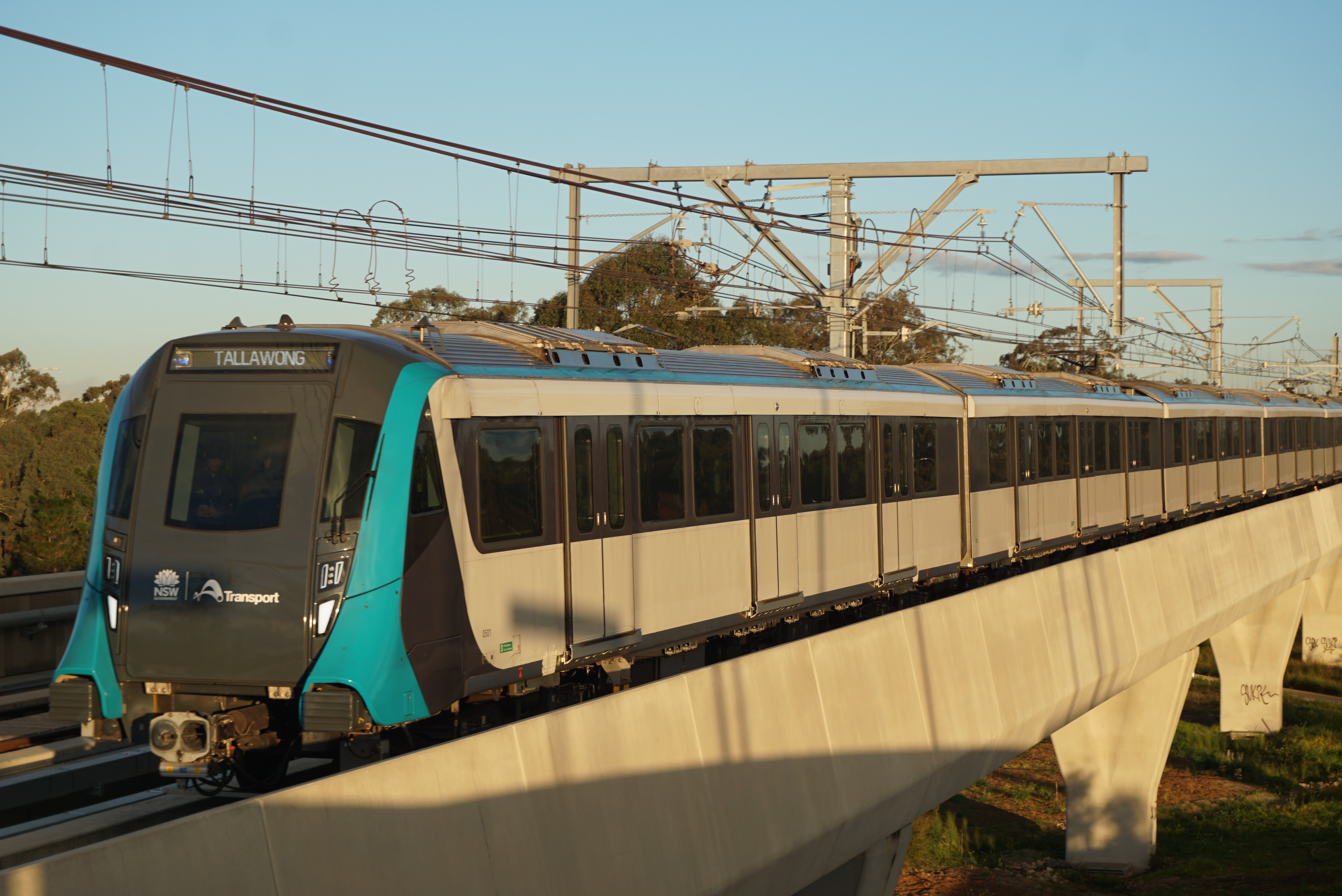
Sydney, Australien
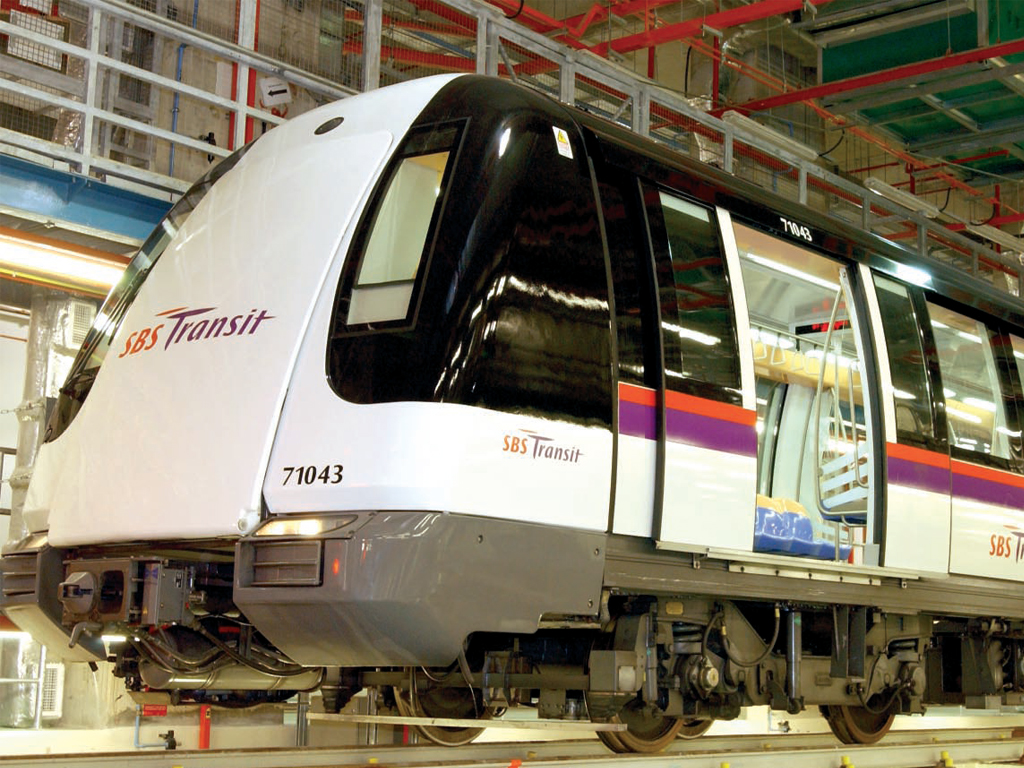
Baureihe C751A der U-Bahn Singapur
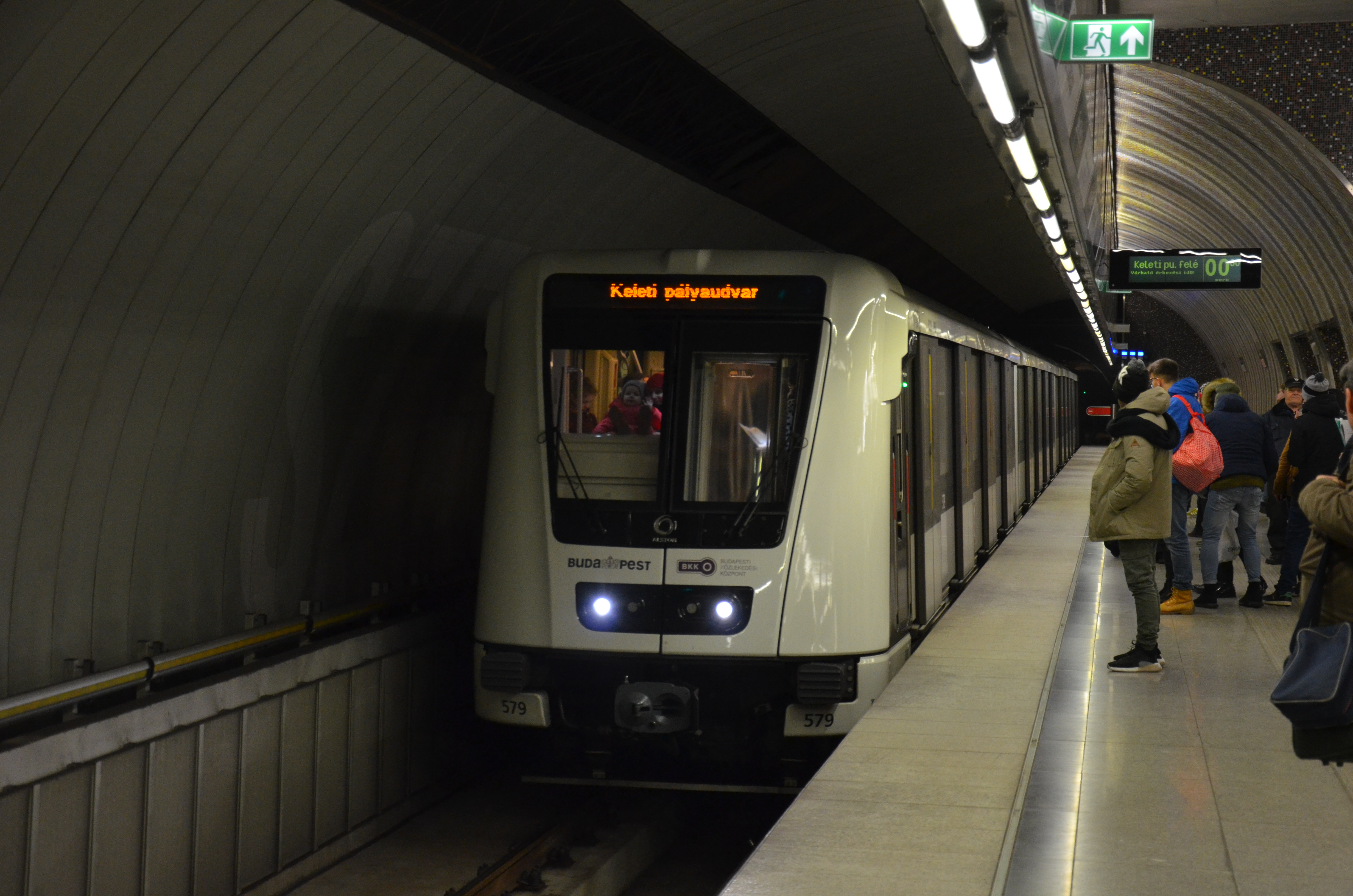
Baureihe AM4-4 der U-Bahn Budapest, Ungarn (baugleiche Züge werden auch in Istanbul verwendet)
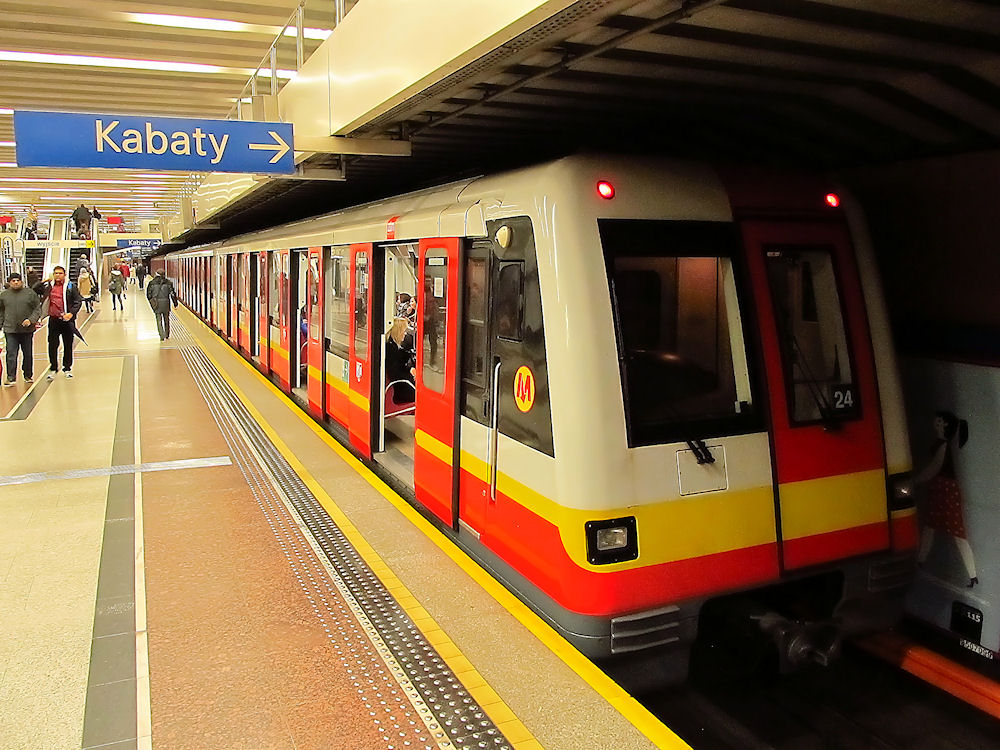
Warschau, Polen
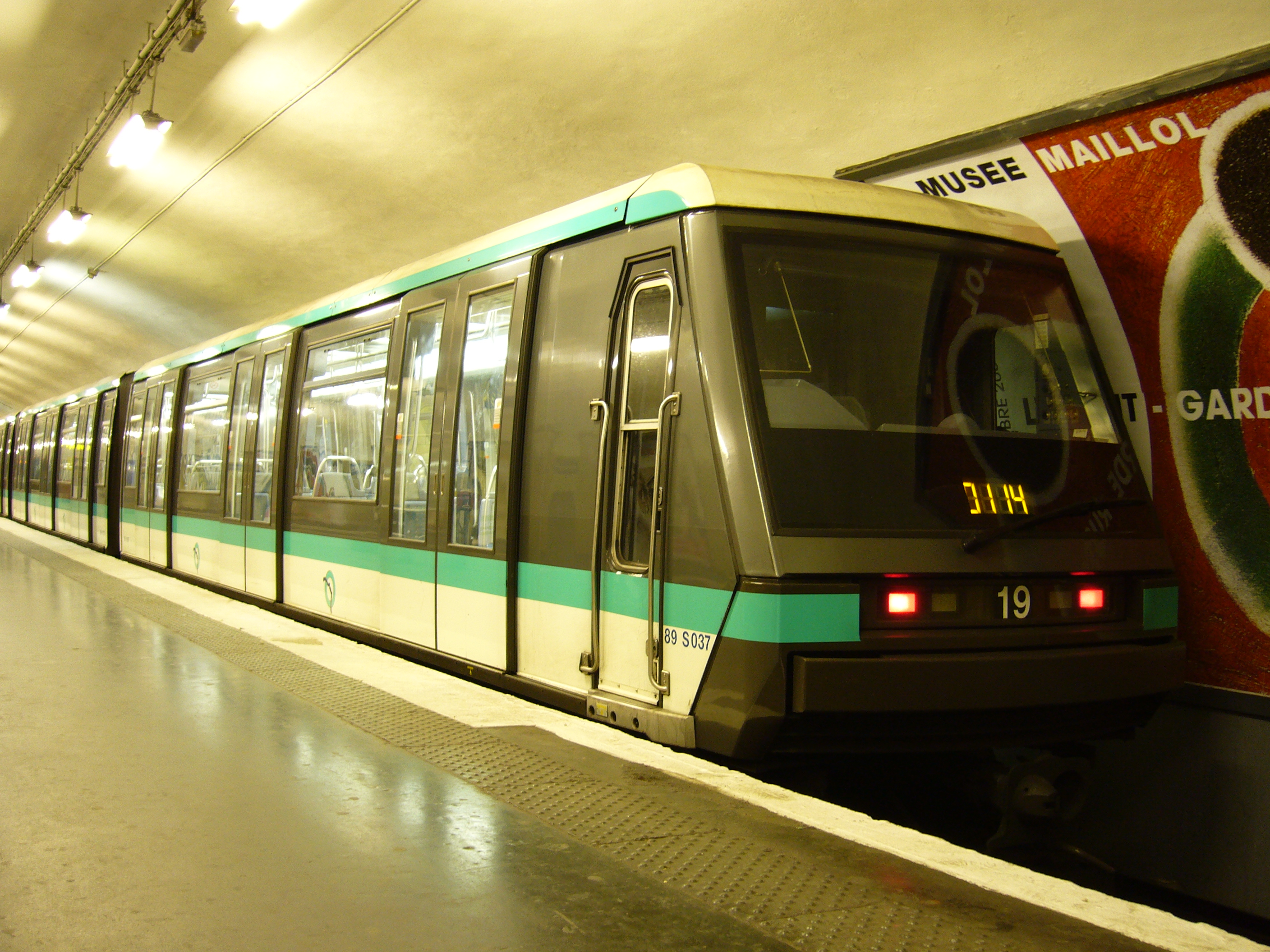
MP 89 der Metro Paris, Frankreich
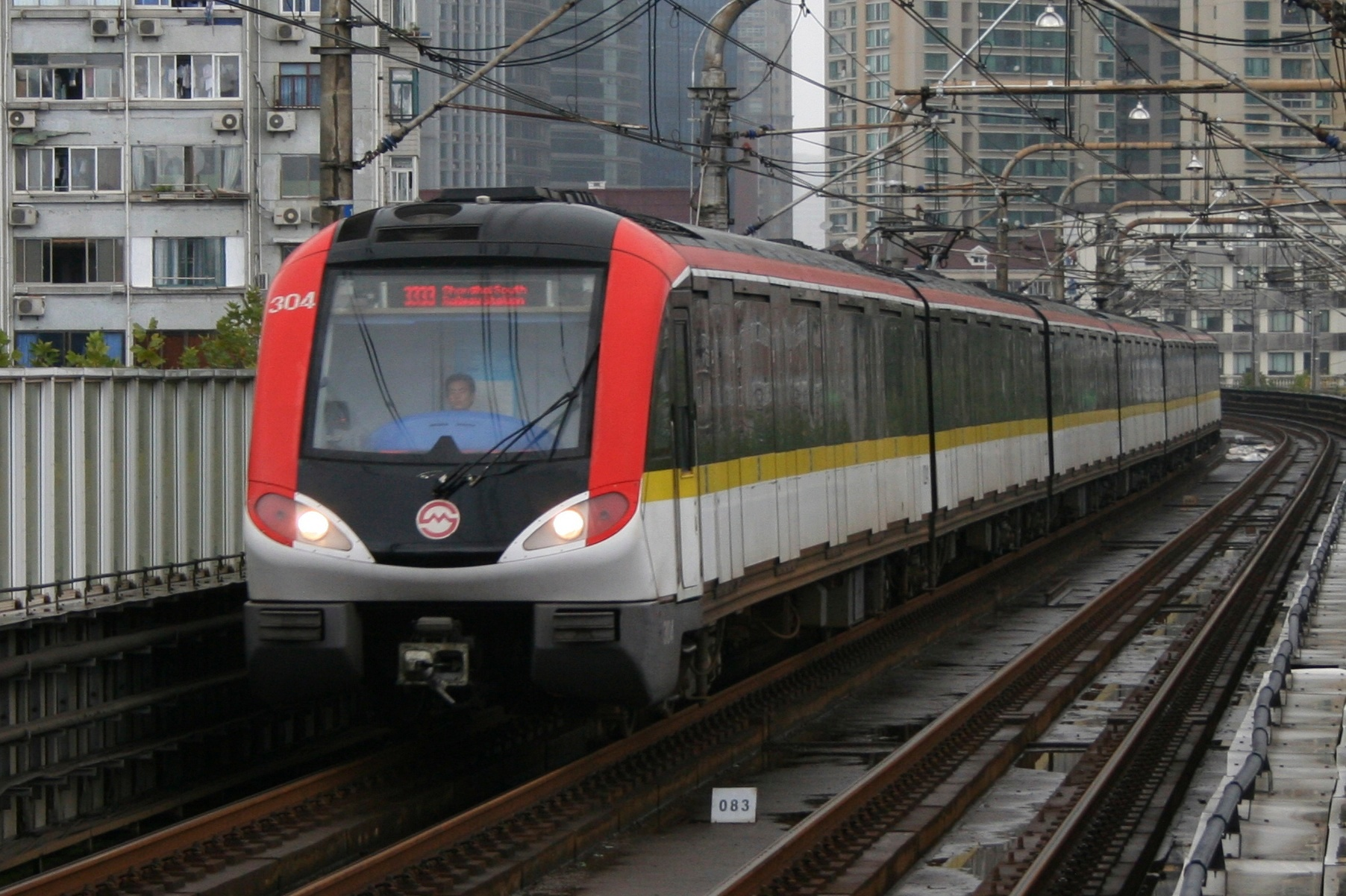
Baureihe AC03 der U-Bahn Shanghai, China

## Einsatzbetriebe
- Amsterdam
- Athen (ab 2027)
- Barcelona
- Bukarest (ab 2023)
- Budapest
- Buenos Aires
- Brasília
- Caracas
- Chennai
- Dubai
- Guadalajara
- Hanoi
- Istanbul
- Kochi
- Lima
- Los Teques
- Lucknow
- Montreal (ab 2023)
- Mumbai (ab 2023)
- Nanjing
- Panama
- Paris
- Riad (ab 2023)
- Santiago
- Santo Domingo
- São Paulo
- Shanghai
- Singapur
- Sydney
- Taipei (ab 2023)[12][13][14]
- Warschau
- Xiamen

## Produktionsorte
- Frankreich: Valenciennes
- Polen: Alstom Konstal in Chorzów
- Spanien: Santa Perpetua de Mogoda
- Brasilien: Lapa[15]
- China: CRRC Nanjing Puzhen in Nanjing und Shanghai Alstom (Joint Venture zwischen Alstom and Shanghai Electric) in Shanghai
- Indien: Sri City, Andhra Pradesh